# 점프 컷
점프 컷(jump cut)은 영화 편집 기법이다. 배경은 고정돼 있지만, 공간 속 연기자의 동작은 시간을 뛰어넘는다. 예컨데 지루하게 시간을 보내는 느낌을 표현하게 해준다.
장뤼크 고다르 감독의 영화 《네 멋대로 해라》에서 혁신적으로 사용되었다.

## 같이 보기
- 매치 컷